# Motobu
Motobu (本部町, Motobu-chō) est un bourg du district de Kunigami, situé dans la préfecture d'Okinawa, au Japon. Son nom okinawaïen est Mutubu.

## Géographie

### Situation
Le bourg de Motobu est situé dans l'ouest de la péninsule de Motobu, dans le nord-ouest de l'île d'Okinawa au Japon. Sesoko-jima et Minna-jima font également partie de Motobu.

### Démographie
Au 30 juin 2023, la population de Motobu s'élevait à 13 009 habitants répartis sur une superficie de 54,30 km2.

## Histoire
Le village moderne de Motobu a été créé le 1er avril 1908. Il est élevé au statut de bourg le 10 décembre 1940.
L'Exposition spécialisée de 1975 se tient à Motobu du 20 juillet 1975 au 18 janvier 1976.

## Attractions touristiques
- Aquarium Churaumi d'Okinawa

## Patrimoine culturel et naturel
Le bourg de Motobu compte vingt-neuf éléments désignés ou enregistrés comme patrimoine matériel, culturel ou naturel, au niveau national, préfectoral ou municipal. 
- Nom (japonais) (type d’enregistrement)

### Patrimoine matériel
- Documents de la famille Nakamura (仲村家文書?) (Préfectoral)
- Enceinte de Sesoko Tiitinku (瀬底土帝君一郭?) (National)
- Pont Sesoko-ōhashi (瀬底大橋?)
- Pont Toguchi-bashi (渡久地橋?)
- Tombe de Kinkin Ufuya (Kenken-no-hiya) (健堅大親（健堅之比屋）の墓?)

### Patrimoine ethnologique
- Kanzashi (pic à cheveux) et magatama (perles) de la noro de Sesoko (瀬底祝女の簪と勾玉?) (Municipal)
- Pré de Jūfuni-mō (ジューフニ毛?)
- Sanctuaire de Toguchi (渡久地神社?)
- Site rituel de Bise Uganju (備瀬の拝所?)
- Site rituel du kami-hasāgi de Gushiken (具志堅の神ハサーギ?)
- Site sacré de Gushikawa Utaki (具志川御嶽?)
- Site sacré de Sesoko Utaki (瀬底御嶽?)
- Village de Gushiken (具志堅の村落?)

### Sites historiques
- Amas coquillier de Gushiken (具志堅貝塚?)
- Amas coquillier de Hamamoto Sachipin (浜元サチビン貝塚?) (Préfectoral)
- Amas coquillier de Sesoko (瀬底貝塚?)
- Site archéologique de la grotte de Yamakawa Kakiuchi Gongen (Hachinuchi-gunjin) (山川垣内権現洞穴遺跡 (ハチヌチグンジン)?) (Préfectoral)
- Site archéologique de Yamakawa Minatobaru (山川港原遺跡?) (Préfectoral)
- Site de l’hôpital de campagne de Yaedake (八重岳野戦病院跡?)
- Site du poste de garde (番所跡?)
- Site du poste d’observation de Motobu (本部監視哨跡?) (Municipal)
- Site du tunnel de la brigade Shinsue (清末隊壕跡?)

### Lieux de beauté pittoresque
- Cerisiers du Mont Yae-dake (八重岳の桜?)
- Rangées de fukugi (Garcinia subelliptica) de Bise (備瀬の福木?)

### Monuments naturels
- Ammonites fossiles de Motobu Ōishibaru (本部町大石原のアンモナイト化石?) (Préfectoral)
- Calcaire foraminifère de Ōhama (大浜の有孔虫石灰岩?) (Municipal)
- Formations karstiques coniques de Yamazato (山里の円錐カルスト?)
- Réserve naturelle des monts Katsuu, Awa et Yae (嘉津宇岳安和岳八重岳自然保護区?) (Préfectoral)
- Rivière Shio-kawa (塩川?) (National)

## Personnalités liées à la municipalité
- Kambun Uechi, fondateur du karaté Uechi-ryū, est né à Motobu.